# Michał Łuczak
Michał Łuczak (ur. 16 sierpnia 1976 we Wschowie) – polski polityk samorządowy, doktor nauk politycznych, radny II oraz III kadencji Sejmiku Województwa Zachodniopomorskiego, przewodniczący Sejmiku Województwa Zachodniopomorskiego w latach 2006–2008.

## Młodość i kariera zawodowa
Michał Łuczak urodził się 16 sierpnia 1976 we Wschowie. Ukończył politologię na Uniwersytecie Szczecińskim, przez 5 lat był przewodniczącym Samorządu Studenckiego Uniwersytetu Szczecińskiego. W 2003 został zatrudniony na Uniwersytecie Szczecińskim, był specjalistą Działu Spraw Studenckich. W 2006 obronił pracę doktorską pod kierunkiem prof. zw. dr. hab. Wiesława Burgera na Uniwersytecie im. Adama Mickiewicza w Poznaniu w Instytucie Nauk Politycznych i Dziennikarstwa.
W maju 2007 został sekretarzem Rady Euroregionu Pomerania. Przez 5 lat był dyrektorem Zachodniopomorskiego Centrum Informacji Europejskiej w Szczecinie (sieć Regionalnych Centrów Informacji Europejskiej Urzędu Komitetu Integracji Europejskiej).

## Kariera polityczna
W wyborach samorządowych w 2002 został wybrany radnym województwa zachodniopomorskiego II kadencji, kandydując z ramienia Koalicyjnego Komitetu Wyborczego Platformy Obywatelskiej – Prawa i Sprawiedliwości uzyskał 2055 głosów (1,92% oddanych), kandydował z okręgu nr 1. W sejmiku II kadencji był członkiem Komisji Rewizyjnej, Komisji Oświaty, Kultury i Sportu oraz Komisji Rozwoju, Promocji i Współpracy Międzynarodowej.
8 czerwca 2006 został społecznym współpracownikiem posła Sławomira Nitrasa.
W wyborach samorządowych w 2006 uzyskał reelekcję z wynikiem 14 742 głosów (9,67% oddanych), został radnym sejmiku III kadencji kandydując z ramienia Komitetu Wyborczego Platformy Obywatelskiej RP z 1. miejsca na liście, w okręgu nr 1. W kadencji 2006–2010 był członkiem Komisji Zdrowia, Opieki Społecznej i Bezpieczeństwa Publicznego oraz Komisji Rolnictwa i Rozwoju Obszarów Wiejskich. 28 listopada 2006 został wybrany przewodniczącym sejmiku województwa zachodniopomorskiego III kadencji. Za jego kandydaturą, w głosowaniu tajnym, opowiedziało się 26 z 28 radnych obecnych na sesji sejmiku. 10 grudnia 2006 uczestniczył w wypadku samochodowym służbowego pojazdu należącego do Urzędu Marszałkowskiego Województwa Zachodniopomorskiego, kierowanego przez Sławomira Nitrasa. Wedle relacji Łuczaka, politycy jechali wówczas na spotkanie z samorządowcami – marszałkiem i prezydentami Gdańska i Sopotu.
14 listopada 2008 po godz. 22 w Mierzynie został zatrzymany wraz z Cezarym Atamańczukiem (członkiem zarządu powiatu polickiego), przez policję, pod zarzutem posiadania narkotyków. Według Głosu Szczecińskiego, chodziło o amfetaminę, marihuanę i prawdopodobnie ekstazy. Politycy znajdowali się w pojeździe należącym do Atamańczuka. W wyniku tych wydarzeń Łuczak stracił możliwość wykładania na Uniwersytecie Szczecińskim, a także utracił kierownicze stanowisko w Agencji Nieruchomości Rolnych. 15 listopada 2008 Zarząd Krajowy Platformy Obywatelskiej podjął uchwałę o wykluczeniu Łuczaka i Atamańczuka ze struktur PO. 17 listopada 2008, do sejmiku województwa zachodniopomorskiego, wpłynęła rezygnacja Łuczaka z funkcji przewodniczącego, jego obowiązki tymczasowo przejął wiceprzewodniczący sejmiku – Zygmunt Dziewguć, data odwołania Łuczaka z funkcji przewodniczącego została wyznaczona na 2 grudnia 2008. Podczas przesłuchania w komendzie policji, nie przyznał się do zarzutów i odmówił składania wyjaśnień, został także zwolniony do domu. Prokuratura umorzyła sprawę Łuczaka, gdyż uznała, że nie posiadał on narkotyków, a jedynie zapalił marihuanę należącą do Atamańczuka. 2 grudnia 2008 na stanowisku przewodniczącego sejmiku zastąpił go Olgierd Geblewicz.
W 2011 został pozwany przez szczecińskich przedsiębiorców Pawła Golemę i Krzysztofa Jakubowskiego o zniesławienie. Łuczak miał podczas sesji komisji sejmiku (na której to dyskutowano o tymczasowej siedzibie Opery na Zamku) nazwać przedsiębiorców szemranymi biznesmenami. Udziałowcy zażądali przeprosin na łamach lokalnych mediów oraz 100 tysięcy zł zadośćuczynienia, wpłaconych na hospicjum dla dzieci. 20 lipca 2011, w sądzie okręgowym, Łuczak przegrał proces z przedsiębiorcami, jednak sąd uznał, że będzie musiał zapłacić 2 tysiące złotych, a nie 100 tysięcy, jak proponowali biznesmeni.

## Życie prywatne
Żonaty, dwoje dzieci.

## Odznaczenia
- Srebrna Odznaka Honorowa Gryfa Zachodniopomorskiego (2010)[31]